# Hoogste berg

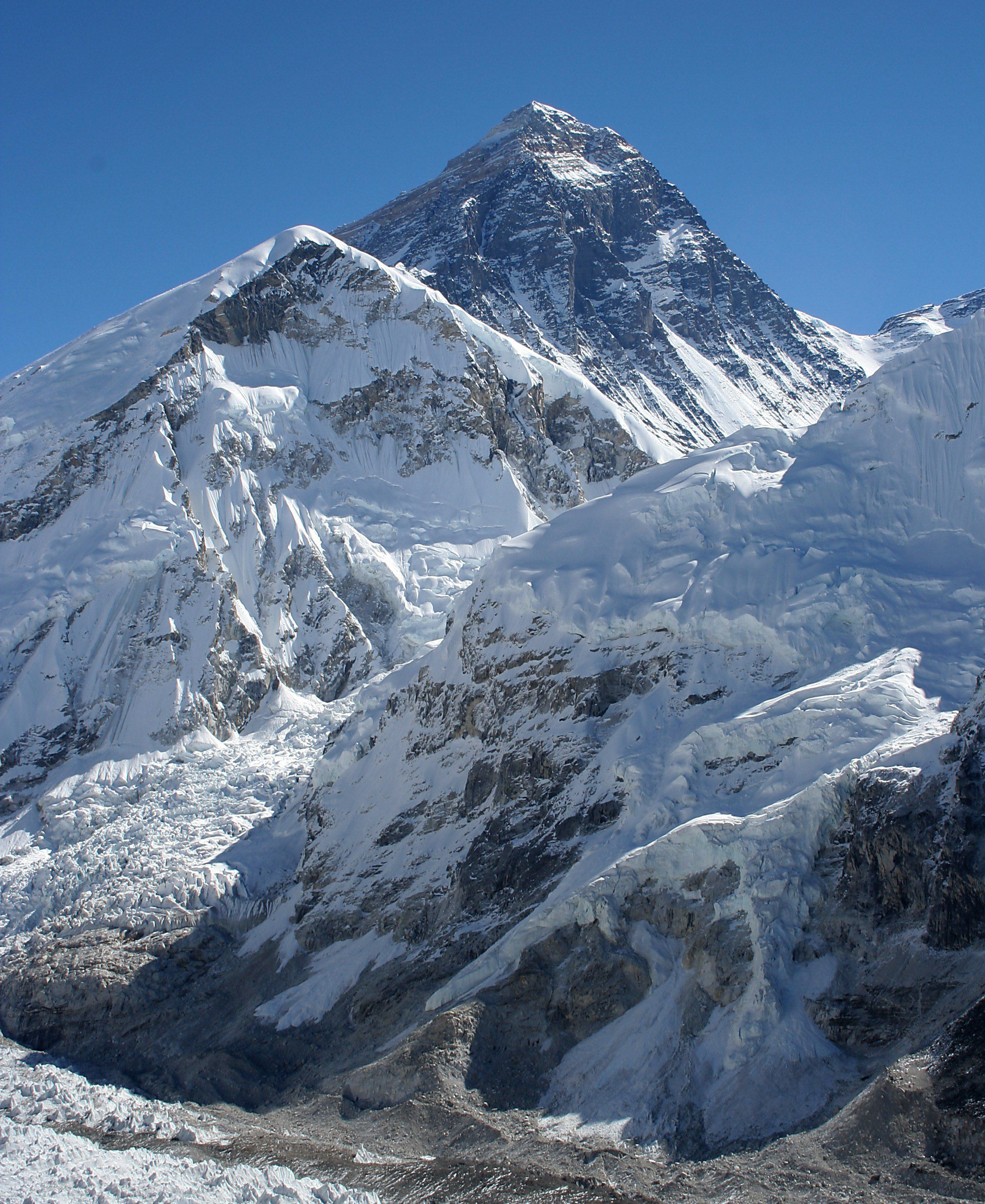
Mount Everest

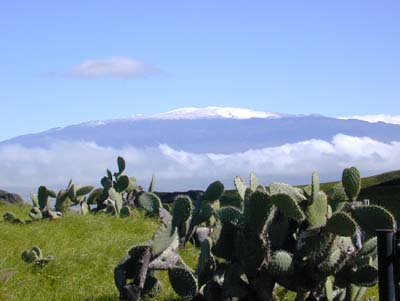
Mauna Kea

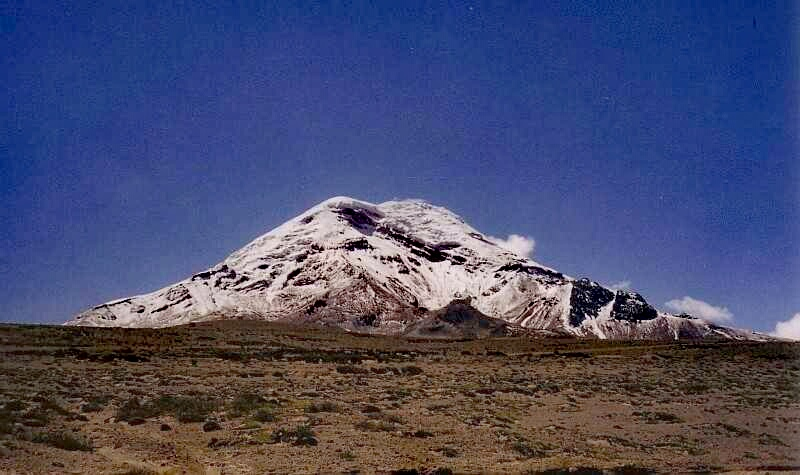
Chimborazo

Over het algemeen wordt de Mount Everest gezien als de hoogste berg van de aarde.
Met hoogste bedoelt men van de zeespiegel tot aan de top. Met grootste bedoelt men van de zeebodem tot de top.

## Mount Everest
De Mount Everest (ook bekend als Qomolungma,  of Sagarmatha Chomolungma) is een berg in de Himalaya, op de grens van Nepal en China.
De Mount Everest steekt 8.848 meter boven zeeniveau uit. Dit is de meest geaccepteerde manier om hoogtes te meten en in die zin is de Mount Everest de hoogste berg op aarde.

## Mauna Kea
Mauna Kea is een slapende vulkaan en gelegen op het eiland Hawaï in de Grote Oceaan. Vanaf zeeniveau meet deze berg 4.205 meter, maar gerekend vanaf de zeebodem meet hij 10.203 meter. Hiermee is de Mauna Kea de grootste berg totalitair gezien op aarde.

## Chimborazo
De Chimborazo is een dode vulkaan gelegen in de Andes van Ecuador. De aarde is geen volmaakte bol. Gerekend vanaf de kern van de aarde liggen de beide polen dichter bij de kern dan de evenaar. De Chimborazo ligt ongeveer 200 kilometer ten zuiden van de evenaar. Door deze locatie op de aarde is de top van de Chimborazo het verste punt verwijderd van de aardkern en zo gerekend de hoogste berg op aarde.

## Hoogste berg op Mars
De hoogste berg op Mars, tevens in het zonnestelsel, is Olympus Mons, een uitgedoofde vulkaan met een hoogte van circa 25 km en een basisdiameter van 624 km. Of er hogere bergen zijn in andere planetenstelsels is niet bekend.